# 武田信時
武田 信時（たけだ のぶとき）は、鎌倉時代中期の武将。甲斐源氏第7代当主。武田氏4代当主。室町・戦国期の甲斐国守護武田宗家に至る信時流武田氏の祖。通称は武田五郎次郎。
父は甲斐源氏第6代当主、武田氏3代当主・武田信政。母は大内惟義の娘と伝わる。兄弟に政綱（五郎三郎）。子に武田時頼、武田政頼、武田時綱、武田信実などがいる。

## 生涯
信時の祖父にあたる武田信光は文治5年（1189年）の奥州合戦において安芸国への出陣催促を行っており、平家討伐後には西国へも鎌倉幕府の影響力が及び、信光は安芸守護としての職権を行使していることが指摘されており、承久の乱を経て再び安芸守護を在職し、文暦2年（1235年）5月9日まで在任している。
信光の孫にあたる信時は、承久の乱の前年にあたる承久2年（1220年）5月17日に甲府の館にて生まれた。幼名は音光丸。寛喜元年（1229年）1月15日、当時の執権・北条泰時を烏帽子親として元服、「時」の偏諱を与えられて信時と名乗った。
鎌倉時代のうち文永3年（1266年）までの歴史が記される『吾妻鏡』には3回登場する。嘉禎3年（1237年）6月23日、大慈寺（現・神奈川県鎌倉市）境内に新築された丈六仏を安置するための堂の開眼供養が行われ、将軍・九条頼経も参加するその行列の後陣の随兵の一人に「武田五郎次郎信時」の名が確認できる。翌4年（1238年＝暦仁元年）2月17日の将軍・頼経の外出に際しても、その護衛兵の47番として「武田五郎次郎」が随伴している。仁治元年（1240年）8月2日、箱根・走湯の二所権現参りに向かう将軍・頼経が最初に鶴岡八幡宮に参詣した際、その行列の「後騎」の一人として「武田五郎次郎」も随行している。
その後『吾妻鏡』には登場しなくなるが、文永6年（1269年）4月には信時の守護代武藤時定の動向が見られ、同年11月には蒙古襲来（元寇）に備え御家人を率いて西国への出向を命じられている。以来建治2年（1276年）まで西国における動向が見られ、信時は安芸守護に在職していたと考えられている。ただし、建治元年（1275年）5月の『造六条八幡新宮用途支配事』によれば、「鎌倉中　武田入道跡」が100貫を納めているため、鎌倉に屋敷があったとも考えられる。
弘安2年（1279年）5月19日に出家、光海と号す。のち正応2年（1289年）に死去し、跡を子の武田時綱が継いだ。信時は室町・戦国期の甲斐守護武田宗家に至る信時流武田氏の祖で、南北朝期には信時の曾孫にあたる信武が石和流武田氏の政義を排斥して甲斐国守護を継承し、以来室町・戦国期に至るまで甲斐守護を継承している。